# Smolensk Ring
De Smolensk Ring (Russisch: СТК "Смоленское кольцо") is een circuit in het westen van Rusland in de buurt van de stad Smolensk. In 2011 zou er een race van de Superleague Formula worden verreden, dit ging echter niet door, omdat het circuit tijdig nog niet af was.